# Sedliště (Čejetice)
Sedliště je malá vesnice, část obce Čejetice v okrese Strakonice v Jihočeském kraji. Nachází se asi 5,5 kilometru jihovýchodně od Čejetic. Sedliště leží v katastrálním území Sedliště u Mladějovic o rozloze 0,85 km².

## Historie
První písemná zmínka o vesnici pochází z roku 1582.

## Obyvatelstvo
| Rok            | 1869 | 1880 | 1890 | 1900 | 1910 | 1921 | 1930 | 1950 | 1961 | 1970 | 1980 | 1991 | 2001 | 2011 | 2021 |
| -------------- | ---- | ---- | ---- | ---- | ---- | ---- | ---- | ---- | ---- | ---- | ---- | ---- | ---- | ---- | ---- |
| Počet obyvatel | 51   | 49   | 52   | 49   | 60   | 56   | 46   | 39   | 0    | 21   | 18   | 9    | 5    | 17   | 19   |
| Počet domů     | 9    | 9    | 9    | 9    | 9    | 9    | 9    | 9    | 0    | 9    | 7    | 9    | 11   | 11   | 11   |

## Obecní správa
Při sčítání lidu v letech 1850–1960 Sedliště bylo osadou obce Mladějovice v okrese Strakonice. V následujícím období byla osada úředně zrušena a jako část obce Čejetice byla obnovena 1. srpna 2002.

## Pamětihodnosti
- Přírodní rezervace Míchov, zbytek přirozeného listnatého lesa s bohatou hajní květenou, rozkládá se několik set metrů severně od vesnice (již v sousedním katastrálním území Mladějovice)